# Campeonato Europeo Sub-17 de la UEFA 2010
El Campeonato de Europa Sub-17 de la UEFA 2010 fue la novena edición del campeonato, se celebró en Liechtenstein del 18 al 30 de mayo de 2010. Los anfitriones decidieron no presentar un equipo por temor a que no fuera lo suficientemente competitivo para el prestigio del torneo; su lugar lo ocupó Francia, el mejor subcampeón de la ronda élite de la clasificación.
Alemania fue el poseedor del título de 2009, pero no se clasificó. En la final, Inglaterra derrotó a España por 2-1 y logró su primer título europeo sub-17.

## Equipos clasificados
El torneo final del Campeonato de Europa Sub-17 de la UEFA de 2010 estuvo precedido por dos etapas de clasificación: una ronda de clasificación y una ronda de élite. Durante estas rondas, 52 equipos nacionales compitieron para determinar los ocho equipos clasificados.
Liechtenstein decidió no participar en el torneo a pesar de ser la sede de la fase final debido a que la UEFA determinó que el representativo sub-17 no era competitivo y eso devaluaría el torneo.
| Selección       | Calificado como |
| --------------- | --------------- |
| Inglaterra      | 1º del Grupo 7  |
| España          | 1º del Grupo 4  |
| Francia         | 2º del Grupo 5  |
| Turquía         | 1º del Grupo 5  |
| Portugal        | 1º del Grupo 2  |
| República Checa | 1º del Grupo 1  |
| Grecia          | 1º del Grupo 3  |
| Suiza           | 1º del Grupo 6  |

## Árbitros oficiales
Se designaron un total de 6 (seis) árbitros, 8 (ocho) árbitros asistentes y 2 (dos) cuartos árbitros para la fase final del torneo.
| Árbitros - Vadims Direktorenko - Artyom Kuchin - Antti Munukka - Euan Norris - Stanislav Todorov - Christof Virant | Árbitros asistentes - Angelo Boonman - Roland Brandner - Orkhan Mammadov - Sven Erik Midthjell - Nikola Razic - Marco Tropeano - Laszlo Viszokai - Matej Zunic | Cuartos árbitros - Alain Bieri - Stephan Klossner |

## Fase de grupos

### Grupo A
| Equipo   | Pts | PJ | PG | PE | PP | GF | GC | Dif |
| -------- | --- | -- | -- | -- | -- | -- | -- | --- |
| España   | 9   | 3  | 3  | 0  | 0  | 8  | 1  | +7  |
| Francia  | 6   | 3  | 2  | 0  | 1  | 5  | 3  | +2  |
| Portugal | 3   | 3  | 1  | 0  | 2  | 3  | 3  | 0   |
| Suiza    | 0   | 3  | 0  | 0  | 3  | 1  | 10 | −9  |

| 18 de mayo de 2010 | Francia   | 1:2 (0:1) | España                   | Rheinpark Stadion, Vaduz |                         |
| 17:30 (CEST)       | Koura 66' | Reporte   | Bernat 24' · Alcácer 75' | Árbitro(s): Euan Norris  | Árbitro(s): Euan Norris |

| 18 de mayo de 2010 | Portugal                     | 3:0 (1:0) | Suiza | Sportpark Eschen-Mauren, Eschen |                           |
| 17:30 (CEST)       | Esgaio 25' 50' · Fonseca 48' | Reporte   |       | Árbitro(s): Artyom Kuchin       | Árbitro(s): Artyom Kuchin |

| 21 de mayo de 2010 | España                         | 4:0 (3:0) | Suiza | Rheinpark Stadion, Vaduz  |                           |
| 17:00 (CEST)       | Alcácer 13' 36' 43' · Ortí 48' | Reporte   |       | Árbitro(s): Antti Munukka | Árbitro(s): Antti Munukka |

| 21 de mayo de 2010 | Francia   | 1:0 (1:0) | Portugal | Sportpark Eschen-Mauren, Eschen |                             |
| 20:00 (CEST)       | Pogba 29' | Reporte   |          | Árbitro(s): Christof Virant     | Árbitro(s): Christof Virant |

| 24 de mayo de 2010 | Suiza        | 1:3 (1:1) | Francia                    | Sportpark Eschen-Mauren, Eschen |                                 |
| 17:00 (CEST)       | Žarković 29' | Reporte   | Sanogo 43' 47' · Koura 64' | Árbitro(s): Vadims Direktorenko | Árbitro(s): Vadims Direktorenko |

| 24 de mayo de 2010 | España           | 2:0 (0:0) | Portugal | Rheinpark Stadion, Vaduz      |                               |
| 17:00 (CEST)       | Deulofeu 70' 74' | Reporte   |          | Árbitro(s): Stanislav Todorov | Árbitro(s): Stanislav Todorov |

### Grupo B
| Equipo          | Pts | PJ | PG | PE | PP | GF | GC | Dif |
| --------------- | --- | -- | -- | -- | -- | -- | -- | --- |
| Inglaterra      | 9   | 3  | 3  | 0  | 0  | 6  | 2  | +4  |
| Turquía         | 4   | 3  | 1  | 1  | 1  | 5  | 4  | +1  |
| República Checa | 2   | 3  | 0  | 2  | 1  | 2  | 4  | -2  |
| Grecia          | 1   | 3  | 0  | 1  | 2  | 1  | 4  | -3  |

| 18 de mayo de 2010 | Grecia                 | 1:3 (0:1) | Turquía                                | Sportpark Eschen-Mauren, Eschen |                             |
| 20:30 (CEST)       | Diamantakos 62' (pen.) | Reporte   | Yokuşlu 16' · Akçakın 60' 90+3' (pen.) | Árbitro(s): Christof Virant     | Árbitro(s): Christof Virant |

| 18 de mayo de 2010 | Inglaterra                              | 3:1 (1:1) | República Checa | Rheinpark Stadion, Vaduz      |                               |
| 20:30 (CEST)       | Barkley 21' · McEachran 68' · Afobe 69' | Reporte   | Plšek 7'        | Árbitro(s): Stanislav Todorov | Árbitro(s): Stanislav Todorov |

| 21 de mayo de 2010 | Turquía     | 1:1 (1:0) | República Checa | Sportpark Eschen-Mauren, Eschen |                                 |
| 17:00 (CEST)       | Akçakın 43' | Reporte   | Haša 70'        | Árbitro(s): Vadims Direktorenko | Árbitro(s): Vadims Direktorenko |

| 21 de mayo de 2010 | Grecia | 0:1 (0:1) | Inglaterra  | Rheinpark Stadion, Vaduz  |                           |
| 20:00 (CEST)       |        | Reporte   | Barkley 35' | Árbitro(s): Artyom Kuchin | Árbitro(s): Artyom Kuchin |

| 24 de mayo de 2010 | República Checa | 0:0     | Grecia | Sportpark Eschen-Mauren, Eschen |                         |
| 20:00 (CEST)       |                 | Reporte |        | Árbitro(s): Euan Norris         | Árbitro(s): Euan Norris |

| 24 de mayo de 2010 | Turquía    | 1:2 (1:1) | Inglaterra                     | Rheinpark Stadion, Vaduz  |                           |
| 20:00 (CEST)       | Derici 31' | Reporte   | Berahino 35' · Hall 62' (pen.) | Árbitro(s): Antti Munukka | Árbitro(s): Antti Munukka |

## Fase final
Esta Fase se desarrolló íntegramente en Vaduz, Liechtenstein en mayo de 2010.

|  | Semifinales        | Semifinales        |        |            | Final              | Final              |  |
|  | 27 de mayo – Vaduz | 27 de mayo – Vaduz |        |            | 30 de mayo – Vaduz | 30 de mayo – Vaduz |  |
|  |                    |                    |        |            |                    |                    |  |
|  |                    |                    |        |            |                    |                    |  |
|  | Inglaterra         | 2                  |        |            |                    |                    |  |
|  | Inglaterra         | 2                  |        |            |                    |                    |  |
|  | Francia            | 1                  |        |            |                    |                    |  |
|  | Francia            | 1                  |        | Inglaterra | 2                  |                    |  |
|  |                    |                    |        | Inglaterra | 2                  |                    |  |
|  |                    |                    | España | 1          |                    |                    |  |
|  | España             | 3                  | España | 1          |                    |                    |  |
|  | España             | 3                  |        |            |                    |                    |  |
|  | Turquía            | 1                  |        |            |                    |                    |  |
|  | Turquía            | 1                  |        |            |                    |                    |  |
|  |                    |                    |        |            |                    |                    |  |

### Semifinal
| 27 de mayo de 2010 | Inglaterra      | 2:1 (2:0) | Francia   | Rheinpark Stadion, Vaduz      |                               |
| 16:00 (CEST)       | Wickham 23' 40' | Reporte   | Pogba 56' | Árbitro(s): Stanislav Todorov | Árbitro(s): Stanislav Todorov |

| 27 de mayo de 2010 | España                            | 3:1 (1:0) | Turquía   | Rheinpark Stadion, Vaduz  |                           |
| 20:00 (CEST)       | Jesé 11' · Alcácer 63' 66' (pen.) | Reporte   | Çalış 47' | Árbitro(s): Antti Munukka | Árbitro(s): Antti Munukka |

### Final
| 30 de mayo de 2010 | Inglaterra               | 2:1 (2:1)                | España       | Rheinpark Stadion, Vaduz  |                           |
| 17:30 (CEST)       | Wisdom 30' · Wickham 42' | UEFA Reporte BBC Reporte | Deulofeu 22' | Árbitro(s): Antti Munukka | Árbitro(s): Antti Munukka |

## Campeón
| Eurocopa Sub-17 2010  |
| --------------------- |
| Bandera de Inglaterra |
| Inglaterra 1º Título  |

## Estadísticas

### Tabla general
| Equipo | Equipo          | Pts | PJ | PG | PE | PP | GF | GC | Dif | Rend |
| ------ | --------------- | --- | -- | -- | -- | -- | -- | -- | --- | ---- |
| 1      | Inglaterra      | 15  | 5  | 5  | 0  | 0  | 10 | 4  | +6  | 100% |
| 2      | España          | 12  | 5  | 4  | 0  | 1  | 12 | 4  | +8  | 80%  |
| 3      | Francia         | 6   | 4  | 2  | 0  | 2  | 6  | 5  | +1  | 50%  |
| 4      | Turquía         | 4   | 4  | 1  | 1  | 2  | 6  | 7  | -1  | 33%  |
| 5      | Portugal        | 3   | 3  | 1  | 0  | 2  | 3  | 3  | 0   | 33%  |
| 6      | República Checa | 2   | 3  | 0  | 2  | 1  | 2  | 4  | -2  | 22%  |
| 7      | Grecia          | 1   | 3  | 0  | 1  | 2  | 1  | 4  | -3  | 11%  |
| 8      | Suiza           | 0   | 1  | 0  | 0  | 3  | 1  | 10 | -9  | 0%   |

### Goleadores
| 6 goles - Paco Alcácer 3 goles - Connor Wickham - Gerard Deulofeu - Artun Akçakin 2 goles - Ross Barkley - Anthony Koura - Paul Pogba - Yaya Sanogo - Ricardo Esgaio | 1 gol - Roman Haša - Jakub Plšek - Benik Afobe - Saido Berahino - Robert Hall - Josh McEachran - Andre Wisdom - Dimitrios Diamantakos - Mateus Fonseca - Juan Bernat - Jorge Ortí - Jesé Rodríguez - Aleksandar Zarkovic - Taşkın Çalış - Okan Derıcı - Okay Yokuşlu |